# Villa Santiago Cuautlalpan
Villa Santiago Cuautlalpan, eller bara Santiago Cuautlalpan, är en mindre stad i Mexiko, tillhörande kommunen Texcoco i delstaten Mexiko. Villa Santiago Cuautlalpan ligger precis söder om kommunhuvudstaden Texcoco de Mora i den centrala delen av landet och tillhör Mexico Citys storstadsområde. Orten hade 12 336 invånare vid folkräkningen 2010, och är kommunens fjärde största ort sett till befolkning.